# مكتب الإنسانية (فلم)
مكتب الإنسانية (بالإنجليزية: The Humanity Bureau) هو فيلم خيال علمي تم انتاجه في كندا و صدر سنة 2018 بطولة نيكولاس كايج وهيو ديلون.

## القصة
تدور أحداث الفيلم في مستقبل بائس خلال عام 2030، حيث يواجه العالم عثرة اقتصادية ومشاكل بيئية خطرة نتيجة للاحتباس الحراري، حيث يعمل نواه كروس عميلًا في مكتب الإنسانية الذي يحدد بموجب سلطاته من يبق على الأراضي الأمريكية ومن يُرحل إلى إحدى معسكرات الاعتقال بناء على مستوى الانتاجية.

## وصلات خارجية
- مقالات تستعمل روابط فنية بلا صلة مع ويكي بيانات

مكتب الانسانية على IMDb
مكتب الإنسانية على Rotten Tomatos
مكتب الإنسانية على metacritic